# グッド・ヴァイブレーション
「グッド・ヴァイブレーション」（Good Vibrations）は、ザ・ビーチ・ボーイズが1966年に発表したシングル。バンドにとって最大のヒット曲の一つである。
ローリング・ストーンの選ぶオールタイム・グレイテスト・ソング500（2010年版）では6位にランクされている。第9回グラミー賞において最優秀ボーカル・グループ賞にノミネートされた。

## 解説
アルバム『ペット・サウンズ』（1966年）のためのレコーディング・セッションが行われていた1966年2月18日に、最初のレコーディングが行なわれた。この時のセッションでは、ラリー・ネクテル（オルガン）やハル・ブレイン（ドラムス）等のスタジオ・ミュージシャンが参加している。しかし、ブライアン・ウィルソンの意向により『ペット・サウンズ』には収録されず、複数のスタジオでレコーディングが繰り返され、90時間に及ぶテープを編集して、3分半のマスター・テープが完成された。マイク・ラヴは、「2秒から5秒ぐらいしかない同じパートを、25回から30回ヴォーカル・ダビングした」と回想している。
リード・ボーカルは、制作当初はブライアン・ウィルソンが担当したが、最終的にはカール・ウィルソンがリード・ボーカルを担当した形でリリースされた。
レコーディングの早い時期からテルミンが使用され、その後、マイク・ラヴによる低音域のコーラスや、チェロによる三連符のリズム等も加えられていった。また、歌詞も大幅に変更されていった。ブライアンは、この曲を「ポケット・シンフォニー」と呼んでいる。
1966年10月、『ペット・サウンズ』収録のインストゥルメンタル「少しの間」をB面に収録したシングルとしてリリースされると、本国アメリカでは、発売から4日で29万枚以上の売り上げを記録し、全米1位に達し、最終的にはゴールド・ディスクに認定された。イギリスでも、ビーチ・ボーイズとしては初めて全英シングル・チャート1位獲得を果たした。しかし、その後『スマイル』の制作が難航し、最終的には発売中止となったため、本作に続くシングル「英雄と悪漢」は、本作から9か月を経てようやく発売され、「グッド・ヴァイブレーション」は、『スマイル』に使用予定だった音源の断片を集めたアルバム『スマイリー・スマイル』（1967年）に収録されることとなった。
この曲の（本当の意味での）リアル・ステレオ・バージョンはいまだに発表されていない。2012年に『スマイリー・スマイル』がモノ＆ステレオの2 in 1で発売された際も「グッド・ヴァイブレーション」はモノラル・マスターからボーカルと各楽器を抽出して左右に振り分けた疑似ステレオ・バージョンが収録された。その理由は、ボーカルトラックのみのマスター・テープが行方不明になっているからである。ただし、バッキング・トラックのマルチトラック・テープは現存しており、シングルがCD化された際に、リアル・ステレオ・バージョンのカラオケとして、このバッキング・トラックが収録された。

## 別ヴァージョン
1990年に発売された、『スマイリー・スマイル』と『ワイルド・ハニー』の2 in 1による再発CDで、「グッド・ヴァイブレーション」の別ヴァージョン2曲がボーナス・トラックとして収録された。「ヴァリアス・セッションズ」と題されたヴァージョンは、様々なレコーディング・セッションからの音源を編集したもので、「アーリー・テイク」は、シングルおよび『スマイリー・スマイル』で発表されたものとは、歌詞が大幅に異なる。
ブライアン・ウィルソンは、後にソロ名義で『スマイル』を再録し、2004年に発表。同作に収録された「グッド・ヴァイブレーション」のセルフ・カヴァーは、前述の「アーリー・テイク」に近い歌詞で歌われ、『ペット・サウンズ』でブライアンと共同作業を行ったトニー・アッシャーが、ソングライターとしてクレジットされている。
2011年に発表された『スマイル・セッションズ』のディスク1では、ブライアン版にほぼ即した形での編集となっているが、歌詞およびヴォーカルはオリジナルのままとなっている。また同作コレクターズ・ボックスのディスク5は、本曲のセッションのみで占められている。

## カヴァー
- トッド・ラングレン - 『誓いの明日』（1976年）
- サイキックTV - 『The Magickal Mystery D Tour EP』（1986年）
- ニナ・ハーゲン - 『ストリート』（1991年）
- Mi-Ke - 『太陽の下のサーフィン・JAPAN』（1992年）
- 槇原敬之 with 高野寛 - トリビュート・アルバム『THE BEACH BOYS BEST of TRIBUTE』（2004年）

## その他
- 日本では、NTTサンクスフェアのコマーシャル・ソングに使用された[7]。